# 曼丘臣
曼丘臣，秦末汉初白土县人。
前200年十月，匈奴攻打韩王信的马邑城，韩王信于是在太原谋反。刘邦亲自领兵出征攻打韩王信，在铜鞮县大败韩王信，斩杀了他的部将王喜。韩王信逃往匈奴，他手下的将领曼丘臣、王黄等拥立赵王的后代赵利为王，收拢韩王信的散兵，与韩王信及匈奴冒顿单于一起合谋攻击汉军。前197年，代相陈豨暗中派宾客通使王黄、曼丘臣，韩王信也派王黄、曼丘臣等人来劝诱他联成一伙。九月，陈豨与王黄等反汉，自立为代王，劫掠赵、代。刘邦问：“陈豨的将领是谁？”回答：“王黄、曼丘臣，皆故贾人。”刘邦说：“我知道了。”于是悬赏千金捉拿王黄、曼丘臣。前196年冬，汉兵在曲逆下击斩陈豨部将侯敞、王黄，曼丘臣的麾下受悬赏，将他活捉送至汉军，于是陈豨军队溃败。